# Colan
Colan – wieś w Anglii, w Kornwalii. Leży 51 km na północny wschód od miasta Penzance i 363 km na zachód od Londynu. W 2001 miejscowość liczyła 1766 mieszkańców.